# Cratere Lapri
Lapri  è un cratere sulla superficie di Marte.